# Marianna Palka

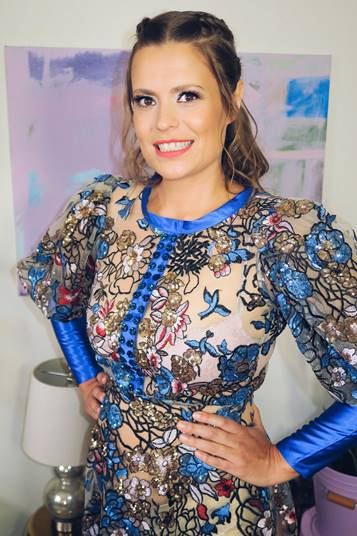
Marianna Palka (2019)

Marianna Bronislawa Barbara Palka (* 7. September 1981 in Glasgow, Schottland) ist eine US-amerikanische Schauspielerin, Drehbuchautorin, Filmproduzentin und Regisseurin polnischer Abstammung.

## Leben
Marianna Palka wurde als Tochter von Barbara und Tadeusz Palka geboren, die in den 1980er Jahren in Schottland ein Unternehmen führten. Sie zog im Alter von 17 Jahren nach New York City, wo sie bei der Atlantic Theater Company Schauspiel studierte. Gemeinsam mit Jason Ritter gründete sie das Produktionsunternehmen Morning Knight Inc.
Palka half bei der Produktion des Filmdramas The Big Kahuna – Ein dicker Fisch (1999) mit Kevin Spacey und Danny DeVito sowie der Filmkomödie Sam the Man (2000) mit Annabella Sciorra. In den Jahren 1999 bis 2001 war sie außerdem als Regisseurin der Theaterstücke tätig. Im Film Earth Day (2001) war ihre Stimme neben jenen von Mark Hamill und Jason Ritter zu hören. Beim Filmdrama Good Dick (2008) wirkte Palka als Regisseurin, Drehbuchautorin, Produzentin und Darstellerin der Hauptrolle. Der Film wurde am 18. Januar 2008 auf dem Sundance Film Festival als Wettbewerbsbeitrag uraufgeführt.
Palka lebt in Los Angeles.

## Filmografie (Auswahl)
- 1997: By My Very Self (Kurzfilm, Regie)[2]
- 2001: Earth Day (nur Stimme)
- 2008: Good Dick (Regie, Drehbuch, Produktion, Schauspielerin)
- 2011: Restive (Schauspielerin)
- 2013: Autumn Wanderer (Schauspielerin)
- 2015: Contracted: Phase II (Schauspielerin)
- 2015: Forever (Schauspielerin)
- 2017: Bitch (Regie, Drehbuch, Schauspielerin)
- 2017–2019: GLOW (Fernsehserie, Schauspielerin)
- 2018: Mississippi Requiem (Schauspielerin)
- 2018: Egg (Regie)